# Тролле, Густав
Густав Тролле (сентябрь 1488, Смоланд — 1535[…], Фюн, Южная Дания) — дважды архиепископ Уппсалы во время неспокойного периода Реформации. Принадлежал к шведскому дворянскому роду Тролле, сын Эрика Арвидссона Тролле, регента Швеции в эпоху Кальмарской унии.

## Биография
По возвращении из Кёльна и Рима, где он получал образование, Густав Тролле был в 1513 году избран викарием Линчёпинга. Год спустя, 25 мая 1515 года, он стал архиепископом Уппсалы. В 1515 году он поссорился со регентом Швеции Стеном Стуре Младшим, который распространил слух, что будто бы был в союзе с королём Дании Кристианом II. В результате Тролле был смещён с должности и осаждён архиепископском особняке Алмарестекет на озере Меларен. Зимой 1517 года по приказу шведского правительства Алмарестекет был снесён. Угроза со стороны Дании росла, и Тролле оказался среди тех, кто высказался в пользу датского короля. В 1520 году Кристиан II вошёл Швецию, а Тролле был вознаграждён, вновь получив назначение архиепископом Уппсалы. Он короновал Кристиана II 4 ноября 1520 года. Эти и последующие события подтверждают, что они заключили сделку ещё до того, как Кристиан завоевал Швецию.

### Стокгольмская кровавая баня
Густав Тролле представил список своих гонителей (по разным источникам от 20 до 100 человек) королю Кристиану II, который приказал казнить их в так называемой Стокгольмской кровавой бане 10 ноября 1520 года. Детали казни и точное число погибших неизвестны. Кристиан хотел, чтобы публичная казнь возымела максимально возможный эффект, и позже король Швеции Густав I, вероятно, увеличил цифры, чтобы способствовать своей войне против Дании.
Кристиан вернулся домой в Данию через несколько месяцев, а Тролле стал одним из тех, кто возглавил правительство. Он был непопулярен, и в сентябре следующего года был вынужден покинуть Швецию и переехать в Данию, где прожил несколько лет. В 1526 году он встретился с Кристианом в Нидерландах. Кристиана свергли с датского престола, однако он всеми силами стремился вернуться к власти. Он перешёл из лютеранства в католичество, чтобы получить поддержку католической церкви, собрал армию и отправился завоёвывать Норвегию в 1530 году.
После нескольких лет междоусобиц 47-летний Тролле был смертельно ранен в битве под Окснебьергом в Фюне летом 1535 года. Он был похоронен в Шлезвигском соборе.
Олаус Петри назвал его жёстким и упрямым человеком. В течение долгого времени после смерти он считался предателем шведского народа. Того же мнения придерживалось большинство шведских историков XIX века, включая Андерса Фрюкселля.